# مهدی کدی
مهدی کدی (انگلیسی: Mehdi Kadi؛ زادهٔ ۲۱ سپتامبر ۱۹۹۴) بازیکن فوتبال اهل فرانسه است.
از باشگاه‌هایی که در آن بازی کرده‌است می‌توان به باشگاه فوتبال کن و باشگاه فوتبال تروا اشاره کرد.